# Бруно Апиц
Бруно Апиц (на немски: Bruno Apitz) е германски писател на произведения в жанра драма, биография и мемоари. Един от оцелелите в концентрационния лагер Бухенвалд.

## Биография и творчество
Бруно Апиц е роден на 28 април 1900 г. в Лайпциг, Германия, в многодетно семейство. Посещава училище до четиринадесет години, след което започва да се обучава една година като щамповчик, но поради бедност става помощник в търговията. По време на Първата световна война е страстен привърженик на лидера на Германската комунистическа партия Карл Либкнехт. На 17 години произнася реч пред стачкуващите фабрични работници, в резултат на което е осъден на девет месеца затвор, а после за измяна една година. В затвора активно се занимава с литература и пише стихотворения.
След помилването работи в книжарница. През 1919 г. се присъединява към Социалдемократическата партия на Германия (СПД), а през 1927 г. към по-радикалната Комунистическа партия на Германия (КПД). Участва активно в Германската ноемврийска революция от 1918 г. и в опозиция срещу Каповския пуч от 1920 г. През 1920 г. публикува първите си стихотворения и кратки разкази в комунистически вестници.
Пише първата си пиеса „Der Mensch im Nacken“ през 1924 г. В периода 1928 – 1930 г. е директор на Централното издателство „Roten Hilfe“ (Червена помощ) в Берлин. В периода 1930 – 1933 г. е член на Федерацията на пролетарско-революционните писатели (BPRS) и председател на окръжната група в Лайпциг.
По-късно, при нацисткия режим, многократно е затварян в различни лагери за разпространение на социалистическа антивоенна пропаганда и като активен член на Комунистическата партия. В периода 1937 – 1945 г. е затворник на концентрационния лагер Бухенвалд край Ваймар, където прави скулптури.
След войната, от 1945 г. работи в източногерманската държавна филмова компания DEFA и пише пиеси за радиото. Той е един от основателите на Германската единна социалистическа партия (SED), която става доминиращата партия в Германската демократична република. В началото на 50-те години работи като информатор в бившия лагер Бухенвалд и участва в плана за най-ранната експозиция, показана там през 1952 г.
През 1956 г. се жени за Марлис Киекафер, с която имат дъщеря.
Най-известния му мемоарен роман „Голи сред вълци“ е публикуван през 1958 г. Книгата е екранизирана неколкократно, последно през 2015 г. в едноименния филм с участието на Флориан Стетър, Питър Шнайдер и Силвестър Грот.
Член е на Академията на изкуствата на ГДР от 1961 г. и на PEN-клубовете на ГДР. Обявен е за почетен гражданин на Лайпциг през 1976 г.
Бруно Апиц умира на 7 април 1979 г. в Берлин.

## Произведения
- Der Mensch im Nacken (1924)
- Nackt unter Wölfen (1958)
Голи сред вълци, изд.: „Народна култура“, София (1960, 1978), изд.: „БЗНС“, София (1985), прев. Мария Стайнова
- Esther (1959)
- Der Regenbogen (1976)
- Schwelbrand. Autobiografischer Roman (1984)
Тлеещият огън, изд.: „Партиздат“, София (1989), прев. Фани Караджова-Потоцка

### Екранизации
- 1960 Nackt unter Wölfen – ТВ филм
- 1962 Esther – ТВ филм
- 1963 Голи сред вълци, Nackt unter Wölfen
- 2015 Nackt unter Wölfen – ТВ филм